# Родел Ричардс
Родел Курай Ричардс (на английски: Rodel Kurai Richards) е английски футболист, който играе на поста централен нападател. Състезател на Ворскла.

## Кариера
Ричардс е юноша на лондонските Арсенал и Тотнъм.
На 2 юли 2022 г. Родел е обявен за ново попълнение на пазарджишкия Хебър, но не успява да получи работна виза и бива освободен от отбора.